# انسان مدرن در جستجوی ضمیر
انسان در جستجوی هویت خویشتن نام کتابی از یونگ است.

## نظرات یونگ در این کتاب

### تفاوت ماده و روح از نگاه یونگ
یونگ در فصل اول این کتاب مطرح می‌کند که دنیای شرق روح را برگزیده و معتقد است ماده چیزی جز زشتی نیست و خود را در بینوایی آسیایی فرو برده‌است.

### بحث دربارهٔ خودآگاه
یونگ در فصل دوم کتاب دربارهٔ بازیافت خودآگاه بحث کرده و می‌نویسد که ناخودآگاه برای خودآگاه فرد مثل دریایی مهیب است. به این دلیل خودآگاه ثابت و استوار و قابل اتکا نیست بلکه از بنیاد سست است و با نیرویی کوچک به هم می‌ریزد. یونگ ویژگی مهم عقل‌گرایی را در این می‌داند که فرد رویاهایش را پس‌مانده اتفاقات زندگی بداند نه بیشتر. از نظر یونگ انسان ناآگاه به زحمت می‌تواند تأثیرپذیری‌اش از داده‌های مبهم روح خویش را دریابد.

### بحث دربارهٔ ناخودآگاه و کنش‌های آن با خودآگاه
در فصل سوم کتاب یونگ به بحث دربارهٔ کنش‌های بین خودآگاه و ناخودآگاه می‌پردازد.
یونگ ناخودآگاه را به سه دسته تقسیم می‌کند:
۱. ناخودآگاه در دسترس
۲. ناخودآگاه قابل دسترس با واسطه
۳. ناخودآگاه غیرقابل دسترس

### شخصیت انسان از دیدگاه یونگ
یونگ شخصیت انسان‌ها را تشکیل شده از چهار بخش اساسی می‌داند:
- بخش اول: شامل حس، تفکر، مکاشفه و احساس
- بخش دوم: شامل من و اراده
- بخش سوم: شامل خاطرات، تداعیات ذهنی، تأثرات و جلوه‌های ناگهانی
- بخش چهارم: شامل ناخودآگاه فردی و ناخودآگاه جمعی

## ترجمه‌های فارسی
- یونگ، کارل گوستاو. انسان در جستجوی هویت خویشتن مترجم: محمود به‌فروزی؛ تهران، گلبان، ۱۳۸۰؛ در ۴۰۰ ص؛ چاپ دوم: تهران، جامی: گلبان، ۱۳۸۵؛ در ۴۰۰ ص؛ چاپ چهارم ۱۳۹۲؛ شابک: ۹۷۸۹۶۴۲۵۷۵۰۵۳؛ چاپ پنجم: تهران، جامی: انتشارات مصدق، ۱۳۹۵؛ در ۴۰۰ ص؛ شابک: ۹۷۸۹۶۴۵۷۸۶۰۳۶؛ موضوع: روانکاوی - ناخودآگاهی - سده ۲۰ م
- یونگ، کارل گوستاو. مشکلات روانی انسان مدرن؛ مترجم: محمد بهفروزی؛ تهران، جامی، ۱۳۸۵؛ در ۲۰۸ ص؛